# Only You (canção de Zara Larsson)
"Only You" é uma canção da cantora sueca Zara Larsson, gravada para o seu segundo álbum de estúdio So Good. O seu lançamento ocorreu a 11 de agosto de 2017, através da Record Company TEN, servindo como oitavo e último single para promoção do disco. Na Alemanha, Áustria e Suíça, a faixa conta com a colaboração de Nena, e no Canadá e na França, do cantor canadiano Olivier Dion.

## Composição
"Only You" é um tema de andamento moderado de música pop com influências de reggae. Liricamente, fala explicitamente sobre satisfação sexual e masturbação. A sua direção musical e letra foram comparadas a trabalhos da cantora Rihanna.

## Faixas e formatos
| Descarga digital (remisturas) |                                |         |  |
| N.º                           | Título                         | Duração |  |
| 1.                            | "Only You"                     | 3:42    |  |
| 2.                            | "Only You" (versão orquestral) | 3:47    |  |
| 3.                            | "Only You" (Hitimpulse Remix)  | 3:39    |  |
| 4.                            | "Only You" (KREAM Remix)       | 3:27    |  |

| Descarga digital - Alemanha, Áustria e Suíça |                                         |         |  |
| N.º                                          | Título                                  | Duração |  |
| 1.                                           | "Only You" (com a participação de Nena) | 3:47    |  |

| Descarga digital - França e Canadá |                                                 |         |  |
| N.º                                | Título                                          | Duração |  |
| 1.                                 | "Only You" (com a participação de Olivier Dion) | 3:42    |  |

## Créditos
Todo o processo de elaboração da canção atribui os seguintes créditos pessoais:
- Zara Larsson – vocais;
- Michael Richard Flygare – composição;
- Petra Marklund – composição;
- Tobias "Astma" Jimson – composição, produção, engenharia de gravação;
- Joakim Berg – composição, guitarra;
- MACK – composição, produção;
- Phil Tan – engenharia de mistura;
- Bill Zimmerman – engenharia de mistura;
- Michelle Mancini – engenharia de masterização;
- Maria Hazell – vocais de apoio.

## Desempenho comercial

### Posições nas tabelas musicais
| Tabela musical (2017)      | Melhor posição |
| -------------------------- | -------------- |
| Noruega - VG-lista         | 39             |
| Suécia - Sverigetopplistan | 5              |

### Posições nas tabelas de final de ano
| Tabela musical (2017)      | Posição |
| -------------------------- | ------- |
| Suécia - Sverigetopplistan | 49      |